# Торе I
Торе I је насеље у Италији у округу Сиракуза, региону Сицилија.
Према процени из 2011. у насељу је живело 9 становника. Насеље се налази на надморској висини од 162 м.